# Jingle Island
Jingle Island ist eine 2,5 km lange Insel vor der Westküste der Antarktischen Halbinsel. In der Gruppe der Pitt-Inseln des Archipels der Biscoe-Inseln liegt sie 1,5 km nordöstlich von Weller Island.
Luftaufnahmen der Hunting Aerosurveys Ltd. aus dem Jahr 1956 dienten dem Falkland Islands Dependencies Survey der Kartierung. Das UK Antarctic Place-Names Committee benannte sie 1959 nach Alfred Jingle, einer Figur aus dem Fortsetzungsroman Die Pickwickier (1836–1837) des britischen Schriftstellers Charles Dickens.